# Eddy Pieters Graafland
Eduard („Eddy”) Laurens Pieters Graafland (ur. 5 stycznia 1934 w Amsterdamie, zm. 28 kwietnia 2020) – holenderski piłkarz grający na pozycji bramkarza.  Nosił przydomek „Eddy PG”.

## Kariera klubowa
Pieters Graafland piłkarską karierę rozpoczynał w juniorach Ajaksu Amsterdam. W pierwszej drużynie Ajaksu Eddy zadebiutował 6 kwietnia 1953 roku w zremisowanym 3:3 meczu z drużyną Sneek. Natomiast w 1957 roku, będąc już wówczas pierwszym bramkarzem Ajaksu, osiągnął swój pierwszy w historii sukces, jakim było wygranie Eredivisie. W Amsterdamie Graafland grał jeszcze przez rok, ale Ajax nie obronił tytułu, który stracił na rzecz DOS Utrecht.
W 1958 roku Pieters Graafland przeszedł do Feyenoordu, który zapłacił za niego sumę 134 tysięcy guldenów. W jego barwach zadebiutował 24 sierpnia w wygranym 3:1 meczu z NOAD Tilburg. W 1961 roku jako pierwszy bramkarz zespołu wywalczył swój pierwszy tytuł mistrza Holandii, a osiągnięcie to powtórzył rok później. Kolejne sukcesy z Feyenoordem Eddy osiągał w drugiej połowie lat 60. W 1965 roku został mistrzem kraju, a także po raz pierwszy w karierze zdobył Puchar Holandii. W 1967 roku Feyenoord co prawda został tylko wicemistrzem Holandii, ale Piłkarzem Roku uznano właśnie Pietersa Graaflanda. W 1969 roku wywalczył on swój drugi w karierze dublet z klubem z Rotterdamu. W sezonie 1969/1970 pod przewodnictwem Ernsta Happela Feyenoord dotarł do finału Pucharu Mistrzów, w którym zmierzył się z Celtikiem Glasgow. Holenderska drużyna wygrała 2:1 po dogrywce przy dużym udziale i dobrej postawie Graaflanda w bramce. Po tym triumfie Eddy zdecydował się zakończyć piłkarską karierę. Miał wówczas 36 lat, a w Eredivisie wystąpił łącznie w aż 510 meczach (154 w Ajaksie i 356 w Feyenoordzie).

## Kariera reprezentacyjna
W reprezentacji Holandii Pieters Graafland zadebiutował 28 kwietnia 1957 roku w zremisowanym 1:1 meczu z Belgią. W latach 60. był pierwszym bramkarzem reprezentacji Holandii i brał z nią udział w eliminacjach do MŚ 1962, Euro 64, MŚ 1966 oraz Euro 68. Karierę reprezentacyjną kończył w listopadzie 1967 w meczu z Jugosławią (1:2). W kadrze Holandii Eddy wystąpił w 47 meczach.

## Sukcesy
- Mistrzostwo Holandii: 1957 z Ajaksem, 1961, 1962, 1965, 1969 z Feyenoordem
- Puchar Holandii: 1965, 1969 z Feyenoordem
- Puchar Mistrzów: 1970 z Feyenoordem
- Piłkarz Roku w Holandii: 1967